# Província Central (Ilhas Salomão)

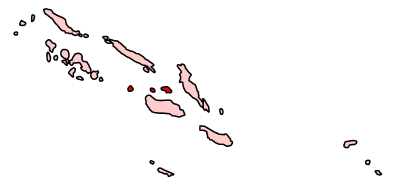
Mapa da Província Central.

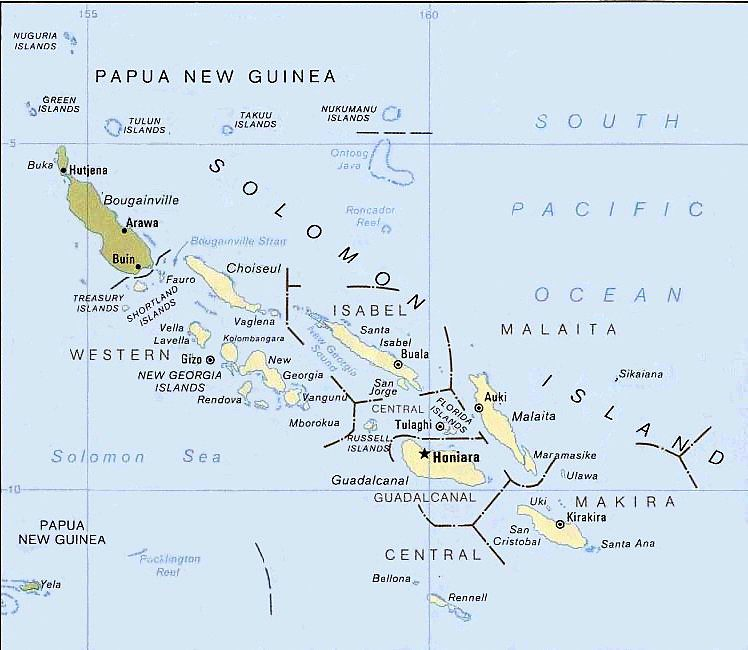
Ilhas Salomão.

A Província Central é uma das nove províncias das Ilhas Salomão, no Oceano Pacífico. Compreende, entre outras, as Ilhas Florida, as Ilhas Russell e a Ilha Savo. A capital da província é Tulagi, situada na ilha do mesmo nome, no grupo das Ilhas Florida. A província tem uma área de 615 km², sendo a menor das nove que formam o país. A população em 1999 era de 21 577 habitantes, o que faz uma densidade demográfica de 31,1 habitantes/km², sendo a província mais povoada do país. As coordenadas são: 9°06′00″S 160°09′00″E.